# Власенко Параска Іванівна
Пара́ска Іва́нівна Вла́сенко (нар. 10 (23) листопада 1900, Скопці, Полтавська губернія — 6 жовтня 1960, Веселинівка, Київська область)  — українська майстриня народного декоративного розпису.

## Біографія

Параска Власенко народилася в бідній багатодітній сім'ї. Єдиною втіхою в дитинстві для неї було вишивання. Мабуть, вирішальним моментом у залученні до творчості стало створення 1910 року в її рідному селі килимово-вишивальної майстерні, яку очолила професійна художниця Євгенія Прибильська. Параска Власенко потрапила в майстерню тринадцятирічною дівчинкою. Її роботи того часу не збереглися (Перша світова війна, революція, совєцько-українська війна).
Працювала в художньо-експериментальних майстернях на території Києво-Печерської лаври (1935—1949), Інституті монументального живопису та скульптури Академії архітектури УРСР (1949—1957).
Роботи раннього періоду творчості П. Власенко не збереглися.
Полотна, датовані 1930-ми роками, відзначені найяскравішим індивідуальним почерком: фольклорні мотиви органічно переплітаються з елементами бароко. Вони позначені якоюсь дивною безпосередністю сприйняття навколишнього світу, що й визначило її художній почерк. Саме в ті роки до Параски Власенко прийшло визнання. Комітет з підготовки Першої республіканської виставки народного мистецтва запросив її до Києва, і художниця стала працювати в Центральних експериментальних майстернях.
Напередодні Німецько-радянської війни вона почала працювати в жанрі монументального живопису: розписувала стіни і створила вітраж павільйону України на Всесоюзній сільськогосподарській виставці.
У повоєнні роки художницю запросили до Інституту монументального живопису та скульптури Академії архітектури УРСР, де вона створила сотні ескізів для архітектурних споруд, килимів, керамічних виробів, станкових декоративних панно.
Роботи майстрині експонувались на художніх виставках у Києві, Москві, Парижі (1937, срібна медаль), Нью-Йорку (1939).
За рівнем майстерності і самобутності роботи Параски Власенко стоять у одному ряду з роботами Катерини Білокур і Марії Примаченко.

## Нагороди і відзнаки
- 1936 — Після виставки, яка експонувалася в Києві, Москві та Ленінграді, їй одній з перших надали звання «Майстер народного мистецтва УРСР» та відзначено Дипломом І ступеня.
- 1937 року на міжнародній виставці в Парижі малюнки та ескіз килима Параски Власенко були відзначені дипломом і срібною медаллю.